# Xenija Sergejewna Doronina
Xenija Sergejewna Doronina (russisch Ксения Сергеевна Доронина, * 20. Oktober 1990 in Moskau) ist eine russische Eiskunstläuferin.
Sieben Jahre nachdem Doronina mit dem Eiskunstlaufen begonnen hatte, zog sie im Jahr 2002 von Moskau nach Sankt Petersburg, um dort bei Alexei Mischin und dessen Frau Tatjana zu trainieren. Doronina nennt die beiden Olympiasieger Jewgeni Pluschenko und Alexei Jagudin als ihre sportlichen Vorbilder. Sie startet für Jubileiny Sport Club, St. Petersburg. Doronina ist die russische Meisterin im Eiskunstlauf der Jahre 2007 und 2008.

## Erfolge

### Europameisterschaften
- 2007 – 28. Rang
- 2008 – 9. Rang

### Russische Meisterschaften
- 2005 – 7. Rang
- 2006 – 13. Rang
- 2007 – 1. Rang & 3. Rang Junioren
- 2008 – 1. Rang